# 新音楽時報

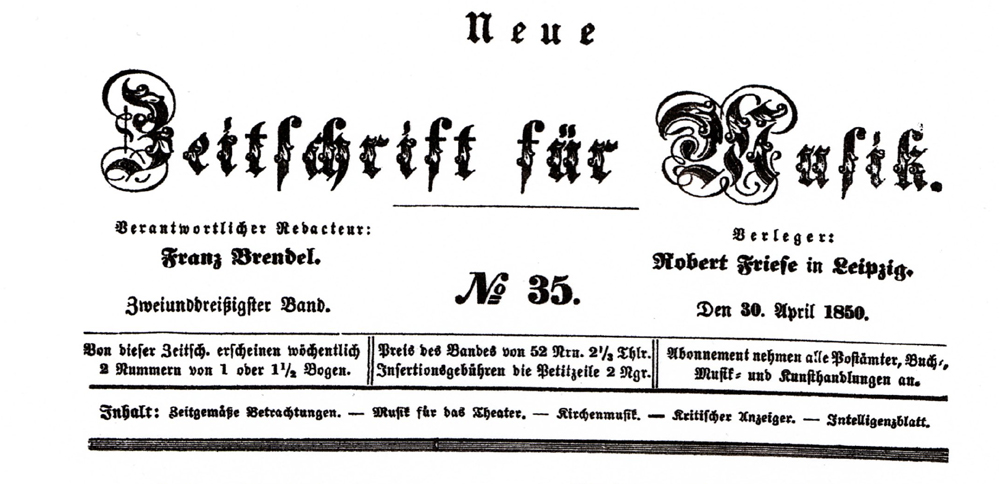
「新音楽時報」1850年4月30日号一面の大見出し

『新音楽時報』（しんおんがくじほう、Die Neue Zeitschrift für Musik）は、ドイツで最も権威ある音楽雑誌である。略称NZM。1834年4月3日にライプツィヒでロベルト・シューマンが創刊した。『音楽新時報』『音楽新報（ないしはライプツィヒ音楽新報）』『新音楽雑誌』などの訳語もある。隔月刊で、2016年現在なお刊行中である。ISSNは09456945。
初代主筆はユーリウス・クノルだったが、初期の記事のほとんどはシューマンが執筆していた。1835年、出版元が変わると共にシューマンが主筆となる。彼は同誌に多数の評論文を発表し、フレデリック・ショパンやエクトル・ベルリオーズといった新世代の才能を存分に称揚した。
1843年6月、シューマンは他の仕事の契約が原因で同誌を去り、1844年にフランツ・ブレンデルが経営者兼主筆となる。ブレンデルが担当していた時期の記事で最もよく知られているのは、リヒャルト・ワーグナーがK・フライゲダンク（K・自由思想）の変名で発表した反ユダヤ的な論文「音楽におけるユダヤ性」であろう（1850年9月3日第19号第33巻所載）。この論文はフェリックス・メンデルスゾーンの名誉を傷つけるものだったため、メンデルスゾーンの創立によるライプツィヒ音楽院のイグナーツ・モシェレスやその他の教授たちが、ブレンデルを同校の評議員会から追放しようとする事態に発展したが、そのことを除いてはほとんど社会的反響がなかった。ブレンデルは1868年に死去するまで同誌の主筆でありつづけた。この間、1853年10月28日、シューマンが久々に同誌に登場して「新しい道」と題する一文を発表し、当時20歳のヨハネス・ブラームスの才能を熱烈に称賛して、彼の名を広く楽壇に紹介した。